# South Central Cartel
South Central Cartel este o formație americană de gangsta rap din Los Angeles, California, formată din Havikk the Rhime Son, L. V. și Big Prodeje.

## Legături externe
- South Central Cartel la Discogs